# Julián Gorospe Artabe
Julián Gorospe Artabe (Mañaria, 22 de març de 1960) és un ciclista basc, ja retirat, que fou professional entre 1982 i 1994, durant els quals aconseguí una quarantena de victòries.
Els seus principals èxits foren dues etapes de la Volta a Espanya, una al Tour de França i dues edicions de la Volta a Euskadi. Fou company d'equip de Pedro Delgado i Miguel Indurain.
En retirar-se del ciclisme professional va continuar lligat a aquest esport, primer com a director esportiu de l'equip amateur Olarra, el 1997 i entre 1998 i 2006 de l'Euskaltel–Euskadi.
És germà del també ciclista Rubén Gorospe.

## Palmarès
- 1980
  - 1r al Gran Premi de les Nacions amateur
- 1981
  - 1r al Memorial Valenciaga
  - 1r a la Volta da Ascensión i vencedor d'una etapa
  - 1r a la Pujada a Gorla
- 1982
  - Vencedor d'una etapa de la Volta a Euskadi
  - Vencedor d'una etapa de la Volta a Aragó
- 1983
  - 1r a la Volta a Euskadi i vencedor d'una etapa
  - 1r al Trofeu Masferrer
  - Vencedor d'una etapa de la Volta a Catalunya
  - Vencedor d'una etapa de la Setmana Catalana
  - Vencedor d'una etapa de la Volta a Burgos
- 1984
  - 1r a la Volta a Andalusia
  - 1r a la Vuelta a los Valles Mineros i vencedor d'una etapa
  - Vencedor de 2 etapes de la Volta a Espanya
  - Vencedor de 2 etapes de la Midi Libre
  - Vencedor d'una etapa de la Volta a Euskadi
  - Vencedor d'una etapa del Tour Midi-Pyrénées
- 1985
  - 1r al Gran Premi de Laudio
- 1986
  - Vencedor d'una etapa de la Volta a Espanya
  - Vencedor d'una etapa de la Volta a Astúries
- 1987
  - 1r al Gran Premi de Primavera
  - Vencedor d'una etapa de la Volta a Galícia
- 1988
  - Vencedor d'una etapa de la Volta a Cantàbria
- 1990
  - 1r a la Volta a Euskadi i vencedor d'una etapa
- 1992
  - 1r al Trofeu Comunidad Foral de Navarra
- 1993
  - 1r a la Volta a Andalusia
  - 1r a la Volta a la Comunitat Valenciana i vencedor d'una etapa

### Resultats al Tour de França
- 1983. Abandona (10a etapa)
- 1984. 52è de la classificació general
- 1986. 79è de la classificació general. Vencedor d'una etapa
- 1987. 83è de la classificació general
- 1988. 60è de la classificació general
- 1989. 62è de la classificació general
- 1990. Abandona (11a etapa)
- 1992. 47è de la classificació general
- 1993. 74è de la classificació general

### Resultats a la Volta a Espanya
- 1982. 31è de la classificació general
- 1983. 12è de la classificació general
- 1984. 6è de la classificació general. Vencedor de 2 etapes
- 1985. 11è de la classificació general
- 1986. Abandona (18a etapa)
- 1987. 30è de la classificació general
- 1988. 39è de la classificació general
- 1989. Abandona (20a etapa)
- 1990. 21è de la classificació general. Porta el mallot groc durant 5 etapes
- 1991. Abandona (12a etapa)
- 1992. 50è de la classificació general
- 1993. 29è de la classificació general

### Resultats al Giro d'Itàlia
- 1991. 56è de la classificació general